# Polysaccharide

Formule chimique développée de la cellulose.

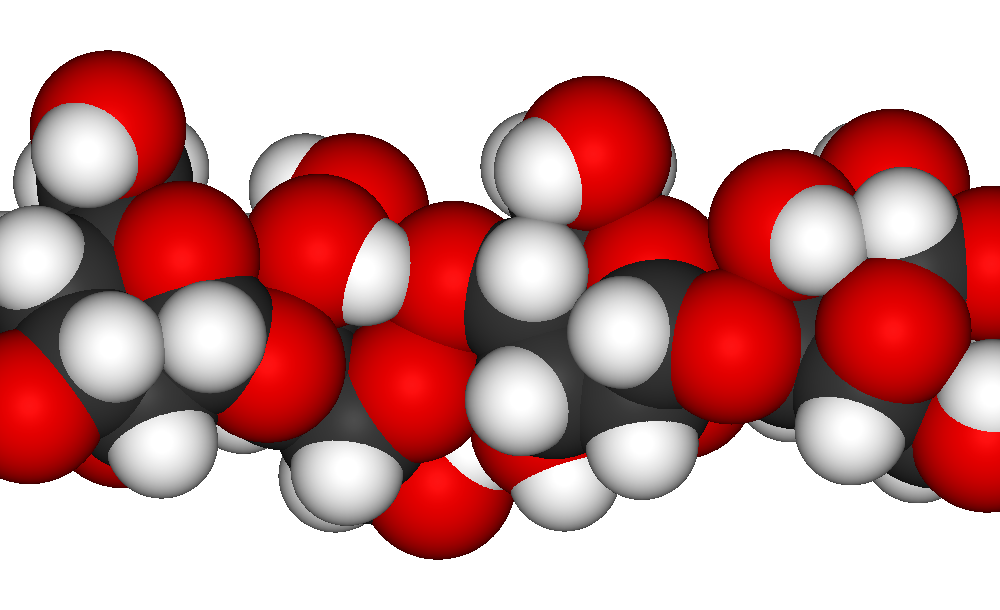
Vue 3D d'une portion de la molécule de cellulose.

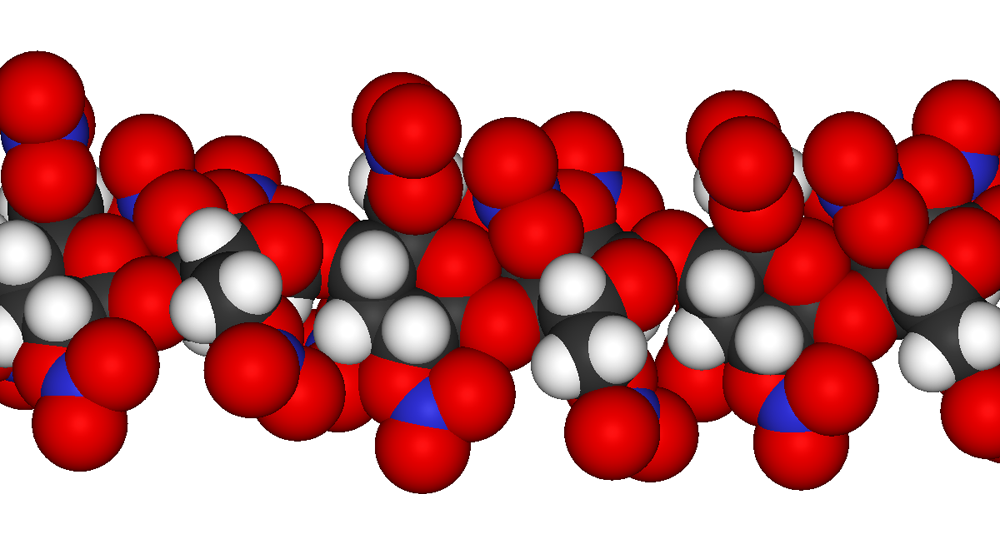
Vue 3D d'une portion de la molécule de nitrocellulose.

Les polysaccharides (parfois appelés glycanes, polyosides, polyholosides ou glucides complexes) sont des polymères de la famille des glucides constitués de plusieurs oses liés entre eux par des liaisons osidiques.
Les polyosides les plus répandus et connus dans le règne végétal sont la cellulose et l’amidon, tous deux polymères du glucose.
De nombreux exopolysaccharides (métabolites excrétés par des microbes, champignons, vers (mucus du ver de terre) jouent un rôle majeur — à échelle moléculaire — dans la formation, qualité et conservation des sols, de l'humus, des agrégats formant les sols et de divers composés « argile-exopolysaccharide » et composites « organo-minéraux » (ex. : xanthane, dextrane, rhamsane, succinoglycanes).

## Utilisations
De nombreux polyosides sont déjà utilisés comme des additifs alimentaires sous forme de fibre (ex. : inuline) ou de gomme naturelle et les polysaccharides d'origine végétale suscitent depuis la fin du XXe siècle beaucoup d'attention pour leurs applications actuelles ou potentielles, biomédicales, alimentaires et industrielles en raison de leur variabilité structurelle, de leur large spectre de propriétés et d'une toxicité généralement relativement faible.

### Chimie
Ce sont des polymères formés d'un certain nombre d'oses (ou monosaccharides) ayant pour formule générale :
-[Cx(H2O)y]n- (où y est généralement x - 1)
Ils constituent une famille très importante de molécules, souvent ramifiées.

Ils ont tendance à ne pas prendre de forme particulière, on les dit « amorphes ».

Ils sont insolubles dans l'eau et n'ont pas de pouvoir sucrant.
On distingue deux catégories de polysaccharides :
- les homopolysaccharides (ou homoglycanes) constitués du même monosaccharide : fructanes, glucanes, galactanes, mannanes ;
- les hétéropolysaccharides (ou hétéroglycanes) formés de différents monosaccharides : hémicelluloses.

Les constituants participant à la construction des polysaccharides peuvent être très divers : hexoses, pentoses, anhydrohexoses, éthers d'oses et esters sulfuriques.
Selon l'architecture de leur chaîne, les polysaccharides peuvent être :
- linéaires : cellulose ;
- ramifiés : gomme arabique, amylopectine, dextrane, hémicellulose ;
- mixtes : amidon.

### Biologie
On peut aussi classer les polysaccharides selon leur fonction biologique en deux groupes :
1. Les polysaccharides de réserve : la molécule source d'énergie pour les êtres vivants est principalement le glucose, sous forme d'amidon chez les végétaux et de glycogène chez les animaux ;
2. Les polysaccharides structuraux : ces composés participent à la formation des structures organiques, comme la cellulose qui participe à la structure des tissus de soutien chez les végétaux. Chez les animaux, c'est la chitine qui joue ce rôle. Certains polysaccharides entrent dans la composition de la capsule entourant certaines bactéries.

Les polysaccharides jouent aussi un rôle important dans la structuration de forme complexe de vie chez les bactéries comme Myxococcus xanthus.
Des recherches récentes sur les polysaccharides constituant la capsule d'une souche d'Escherichia coli uropathogène ont montré que ces polysaccharides empêchent la formation de biofilm ; en leur présence les bactéries comme le staphylocoque doré, deviennent incapables de s'organiser en biofilm. Ils jouent le rôle d'« antiadhésif » et empêchent les contacts entre les micro-organismes.
Les polysaccharides de formule (C6H10O5)n, comme l'amidon, la cellulose, l'inuline, sont des substances de réserve exclusivement végétales. On rencontre l'amidon dans les tubercules (pomme de terre, manioc) et dans les céréales, la cellulose dans les légumes, les herbes, et l'inuline dans les bulbes (d'ail, d'oignon, etc.) ainsi que les racines de radis, de dahlia, d'astragale, etc.

### Médecine humaine ou vétérinaire
Divers polysaccharides d'origine végétale et fongique, trouvés dans un large éventail d'espèces chez les plantes supérieures, les champignons, les lichens et les algues montrent des propriétés thérapeutiques bénéfiques, qui semblent liées à leur capacité à moduler l'immunité innée (et, plus spécifiquement, la fonction des macrophages).
Certains de ces polysaccharides dits « botaniques » sont capable d'activer ou de renforcer la réponse immunitaire des macrophages (immunomodulation), avec parfois comme effet une activité anti-tumorale, cicatrisante.
Certains polysaccharides microbiens ou d'origine végétale se lient aux récepteurs de surface communs et induisent des réponses immunomodulatrices similaires dans les macrophages. Ceci invite à penser que leurs caractéristiques structurelles ont été conservées au cours de l'évolution et restent partagées entre un grand nombre d'organismes.

Leur étude est donc une opportunité pour découvrir de nouveaux médicaments et adjuvants immunomodulateurs.
Le polysaccharide GY785 produit par la bactérie extrêmophile Alteromonas infernus, obtenu par précipitation à l'éthanol peut réparer une lésion de tissu humain en complément de l'injection de cellules souches du patient. Le recours a des greffes exogènes risquées peut être évité ainsi que des interventions chirurgicales invasives. 

### Usages énergétiques
Les polysaccharides sont une ressource renouvelable de substitution aux dérivés pétroliers pour créer des polymères biologiques.
En mai 2005, le réseau européen de laboratoires de recherche travaillant sur les polysaccharides a été constitué, qui fédère seize laboratoires travaillant dans neuf pays.